# Торпедная канонерская лодка
Торпе́дная каноне́рская ло́дка (англ. Torpedo gunboats или Torpedo catchers — «ловцы миноносцев») — специальный подкласс канонерских лодок, назначением которых была борьба с миноносцами противника. В ряде флотов торпедные канонерские лодки назывались «торпедными крейсерами».
В Великобритании было построено 4 серии кораблей этого класса. Первым стал HMS Rattlesnake (1886), спроектированный Натаниэлем Барнаби. Затем последовали серии Grasshopper (3 лодки), Sharpshooter (13 лодок), Alarm (11 лодок), Dryad (5 лодок).
Ни один из них «не смог в полной мере удовлетворить предъявлявшимся требованиям: водоизмещение торпедных канонерок оказалось слишком большим, а вооружение чересчур тяжёлым».

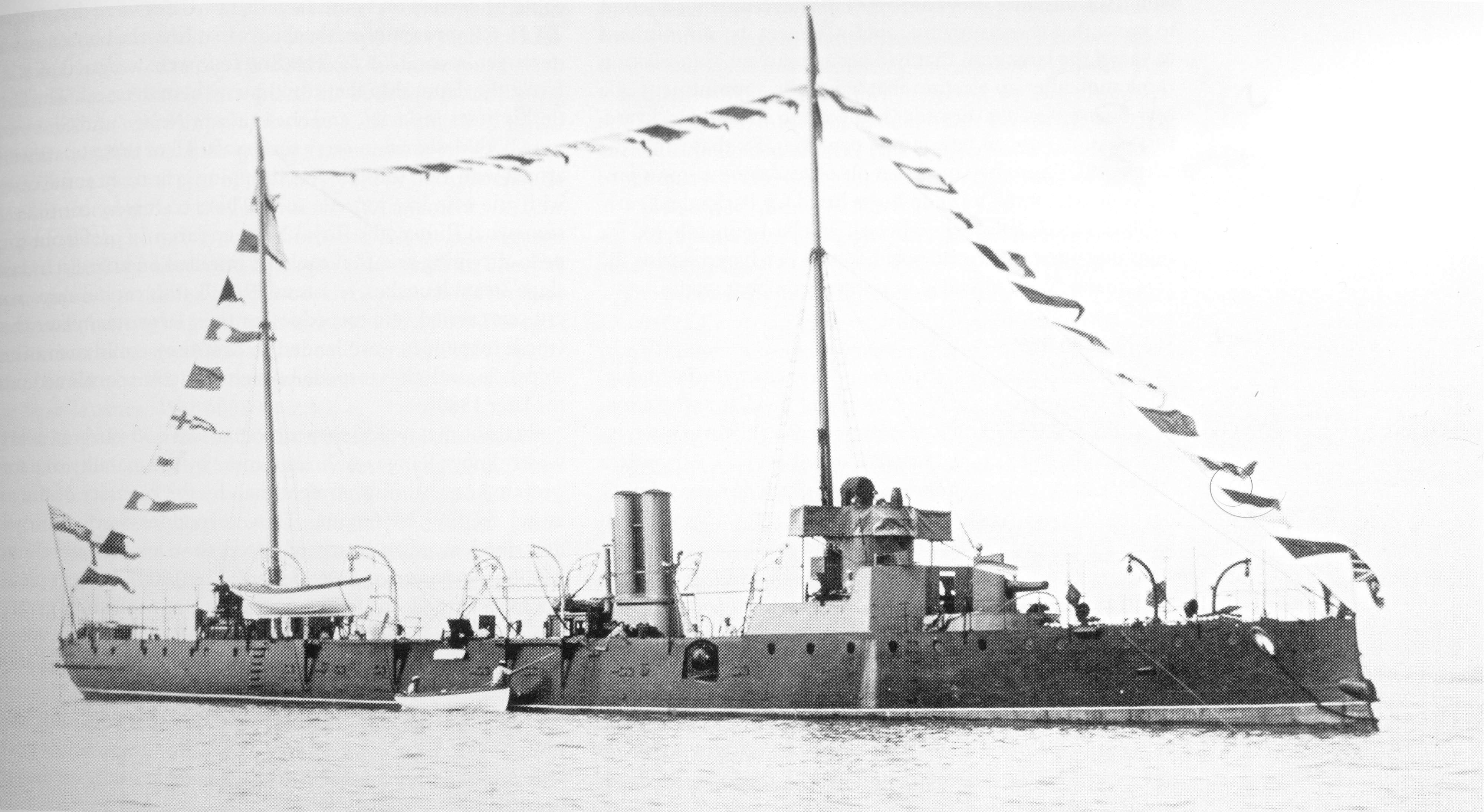
HMS Spider

В конце 1885 года британская фирма J&G Thompson по заказу Испании начала строительство торпедной канонерской лодки, которая получила имя Destructor. Она была спущена на воду в 1886 году и вступила в строй в 1887, однако по различным причинам до 1892 года оставалась собственностью фирмы, после чего был передана заказчику. При водоизмещении 386 т и скорости 22,7 узлов она была вооружена одним 65-мм (по другим данным — 90-мм) орудием, четырьмя 57-мм и двумя 47-мм скорострельными пушками, а также пятью 381-мм торпедными аппаратами; по традиции «Деструктор» имела съёмную трёхмачтовую парусную оснастку.